# Bianca Del Rio
Bianca Del Rio, pseudonimo di Roy Haylock (New Orleans, 27 giugno 1975), è una comica, costumista e personaggio televisivo statunitense, diventata famosa nel mondo dello spettacolo soprattutto come drag queen.

## Biografia
Roy Haylock, meglio conosciuto con lo pseudonimo di Bianca Del Rio, è una drag queen, comica, attrice e costumista americana. È nota per aver vinto la sesta stagione di RuPaul's Drag Race. Dopo la vittoria in Drag Race, Del Rio ha scritto e girato diversi spettacoli di cabaret, tra cui The Rolodex of Hate (2014), Not Today Satan (2015-2016), Blame It On Bianca Del Rio (2017-2018) e It's Jester Joke (2019), diventando la prima drag queen a diventare headliner alla Wembley Arena. Si è anche esibita come ospite per vari tour internazionali, in particolare Werq the World. Nel 2018 ha pubblicato il suo primo libro, Blame It On Bianca Del Rio: The Expert On Nothing With An Opinion On Everything. Nel giugno del 2019, una giuria della rivista New York ha inserito Bianca Del Rio al primo posto nella lista delle "drag queen più potenti d'America", una classifica di 100 ex partecipanti al programma RuPaul's Drag Race.

### Primi anni
Roy Haylock è cresciuto a Gretna, in Louisiana. È di origine cubana da parte di madre e honduregna da parte di padre. È il quarto di cinque figli. Ha iniziato a recitare e disegnare costumi per spettacoli teatrali alla West Jefferson High School. Dopo il liceo, decise di trasferirsi a New York City, dove lavorò da Bloomingdale per nove mesi prima di tornare in Louisiana.

## Carriera

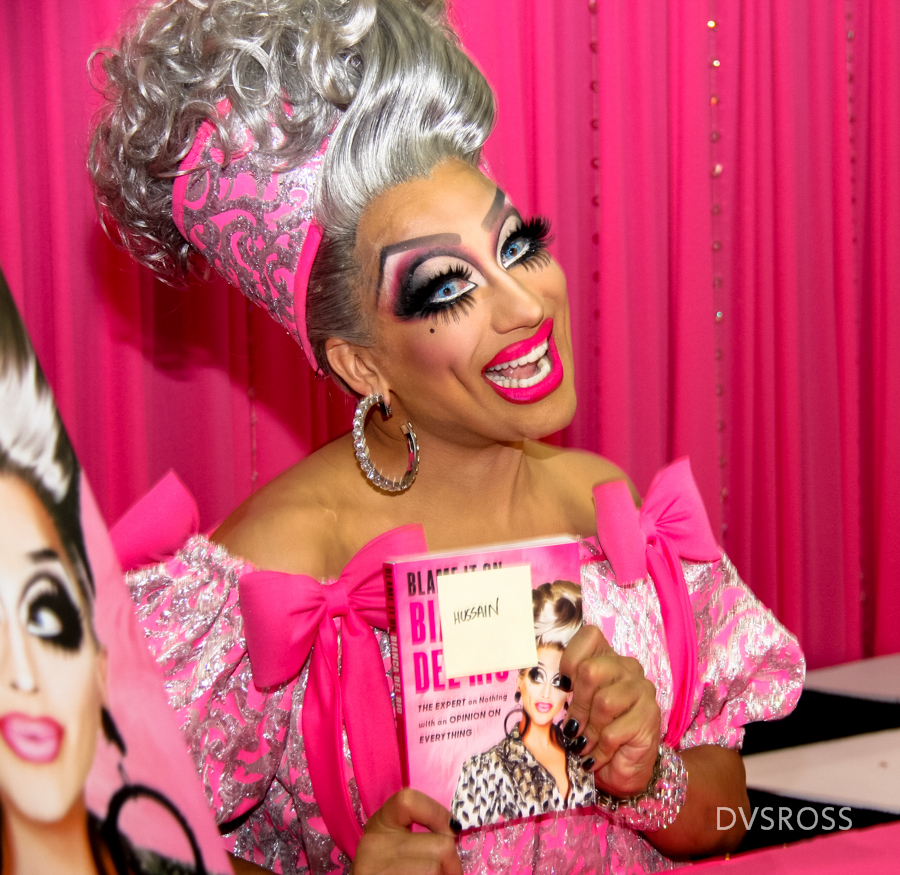
Bianca Del Rio al RuPaul's DragCon LA, 2018

Roy Haylock ha lavorato principalmente come costumista. Nel 1993, all'età di 17 anni, ha vinto un Big Easy Entertainment Award per i migliori costumi per Snow Queen. È stato candidato per 13 Big Easy Entertainment Awards per i costumi, vincendone sei. Haylock ha anche realizzato i costumi per la New Orleans Opera.
A New Orleans, Haylock inizia a esibirsi come artista drag nel 1996 nella commedia Pageant. La drag queen locale Lisa Beaumann lo vede nello spettacolo e lo contatta per degli spettacoli al nightclub Oz. Per tre anni vince il New Orleans Gay Entertainer of the Year come drag queen Bianca Del Rio.
Nel 2001, nelle vesti di Bianca Del Rio viene selezionata come co-grand marshal, con Pat "Estelle" Ritter e Rick Thomas per Southern Decadence XXIX.
Dopo l'uragano Katrina si trasferisce a New York e inizia a lavorare come costumista per diversi spettacoli, balletti e opere, recitando nella prima produzione di Rent (dopo la sua chiusura iniziale a Broadway), interpretando il ruolo di 'Angel'.
Bianca Del Rio è apparsa nella web serie Queens of Drag: NYC del sito gay.com nel 2010. La serie includeva le altre drag queen di New York Dallas DuBois, Hedda Lettuce, Lady Bunny, Mimi Imfurst, Peppermint e Sherry Vine. Nel 2011, Del Rio è apparsa inoltre in One Night Stand Up: Dragtastic! NYC di Logo TV. L'episodio è stato girato dal vivo alla Bowery Ballroom ed è stato condotto da Pandora Boxx.
Nel dicembre 2013, Logo TV ha annunciato che Bianca Del Rio era tra le 14 drag queen che avrebbero partecipato alla sesta stagione di RuPaul's Drag Race. È diventata rapidamente una delle favorite tra le concorrenti e una delle preferite dai fan, vincendo l'edizione.
Nel 2013, Del Rio è la protagonista del film indipendente Hurricane Bianca, scritto e diretto da Matt Kugelman. Una campagna Indiegogo è stata creata per finanziare il film ed è stata sponsorizzata da Fractured Atlas, un'organizzazione senza scopo di lucro a New York City; la campagna ha raccolto oltre 30.000 dollari. Un sequel, Hurricane Bianca: From Russia With Hate, è uscito nel 2018.
Nel 2019, Del Rio ha recitato nei panni della drag queen in pensione Hugo Battersby/Loco Chanelle nel musical di successo del West End Everybody's Talking About Jamie. Nel novembre dello stesso anno, è stato annunciato che avrebbe ripreso il ruolo per 12 settimane a partire dal 9 dicembre. Ha poi ripreso il ruolo nel 2021-22 durante il tour nel Regno Unito del musical.

## Filmografia
- L'uragano Bianca (Hurricane Bianca), regia di Matt Kugelman (2016)
- L'uragano Bianca 2: dalla Russia con odio (Hurricane Bianca 2: From Russia with Hate), regia di Matt Kugelman (2018)
- Tutti parlano di Jamie (Everybody's Talking About Jamie), regia di Jonathan Butterell (2021)

## Televisione
- RuPaul's Drag Race (2014) concorrente
- RuPaul's Drag Race: Untucked! (2014) concorrente
- RuPaul's Drag Race (2015-2018) ospite
- RuPaul's Drag Race All Stars (2016) ospite in collegamento
- AJ and the Queen (2020) cameo
- NewBeat (2021) conduttrice
- RuPaul's Drag Race All Stars (2021) ospite
- Drag Me to Dinner (2024) giudice